# جيف روبنسون (لاعب كريكت)
جيف روبنسون (13 يناير 1944 في المملكة المتحدة - 10 يونيو 2015) (بالإنجليزية: Geoff Robinson)‏ هو لاعب كريكت بريطاني. لعب مع Lincolnshire County Cricket Club ‏ والمقاطعات الوطنية للكريكيت الإنجليزي والويلزي ‏.

## وصلات خارجية
- جيف روبنسون على موقع إي آس بي آن كريك إنفو (الإنجليزية)